# 永江孝子
永江 孝子（ながえ たかこ、1960年〈昭和35年〉6月15日 - ）は、日本の政治家。参議院議員（2期）。衆議院議員（1期）、南海放送アナウンサーを務めた。
議員の登録名などの表記は、ながえ孝子となっている。

## 経歴
愛媛県松山市生まれ。生家は毛糸店。松山市立東雲小学校、松山市立御幸中学校（現松山市立東中学校）、愛媛県立松山東高等学校、神戸大学法学部卒業。大学卒業後、1983年に南海放送に入社。永江自身はアナウンサーではなくディレクターを志望していたが、アナウンサーの募集しかなかったため、アナウンサーとして入社した。南海放送初のママさんアナウンサーとして、1991年から｢もぎたてテレビ70｣を18年間務める｡｢もぎたてテレビ｣は南海放送始まって以来の高視聴率を誇る番組で､初代パーソナリティを共に務めた、野志克仁は､松山市長である｡2008年9月19日､南海放送を報道制作本部副本部長で退社。
2009年、第45回衆議院議員総選挙に愛媛1区から民主党公認（社会民主党・国民新党推薦）で出馬。愛媛1区選出の自由民主党前職で、第1次安倍内閣で内閣官房長官を務めた塩崎恭久に対し中盤では優勢が伝えられていたが、塩崎に3千票弱の僅差で敗北し、重複立候補していた比例四国ブロックで初当選した。
衆議院議員時代には､文部科学委員会に所属し､返済不要の奨学金創設に注力したが､真際に東日本大震災が発生し､復興費に充てるため創設は見送られた｡震災を受けて､被災地の子ども支援にあたる｢被災地の子ども達の未来を守る女性議員ネットワーク｣を立ち上げ､事務局長として政府に提言書を提出｡エネルギー政策も脱原発を訴えた｡
2012年の第46回衆議院議員総選挙、2014年の第47回衆議院議員総選挙にも民主党公認で愛媛1区から出馬したが、いずれも自民党前職の塩崎に敗れ、比例復活も叶わず落選した。2016年の第24回参議院議員通常選挙では、連合愛媛からの要請を受け、民進党、日本共産党、社民党の支援も受けて愛媛県選挙区から無所属で立候補したが、自民党現職の山本順三に8千票あまりの僅差で敗れ、落選。
2019年2月7日、自民党は愛媛県選挙区の現職である井原巧参議院議員を次期衆議院議員総選挙で愛媛3区に擁立し、同年の参院選には井原に代えて、タレントのらくさぶろうの公認を決定した。その4日後の2月11日、永江は愛媛県選挙区から無所属で出馬する意向を表明。落選中に県内に立ち上げた15の後援会や、立憲民主党、国民民主党、共産党、社民党の支援を受け、自民党公認のらくさぶろうを大差で破って当選。7年ぶりに国政に復帰した。
同年8月1日、参院に初登院。それに先立ち、7月30日には永江、同じく野党統一候補で当選した嘉田由紀子（滋賀県選挙区選出）の2名で新たな会派「碧水会」の立ち上げを発表し、参議院事務局に会派の設立を届け出た。
2020年9月3日、立憲民主党と国民民主党の合流新党への入党受け付けが締め切られ、9月7日には玉木雄一郎を中心とする新「国民民主党」に加わる国会議員の募集が締め切られた。永江はいずれの党にも参加せず、無所属での活動を継続することとなった。
2022年8月に嘉田が国民民主党の会派に参加したため、碧水会は解散。
2025年7月20日投開票の第27回参議院議員通常選挙で再選。

## 政策・主張

### 憲法
- 憲法改正についての各メディアのアンケートの結果は以下のとおり。
  - 2019年 - 朝日新聞社には「どちらかといえば反対」と回答[25]。
  - 2025年 - NHKには「どちらともいえない」と回答[26]。
  - 2025年 - 読売新聞社には「どちらともいえない」と回答[27]。
- 9条への自衛隊の明記について、2025年のNHKのアンケートで「反対」と回答[26]。
- 憲法を改正し緊急事態条項を設けることについて、2025年のNHKのアンケートで「反対」と回答[26]。

### 外交・安全保障
- 「他国からの攻撃が予想される場合には先制攻撃もためらうべきではない」との問題提起に対し、2019年の朝日新聞社のアンケートで「どちらかと言えば反対」と回答[25]。
- 「北朝鮮に対しては対話よりも圧力を優先すべきだ」との問題提起に対し、2019年の朝日新聞社のアンケートで「どちらかと言えば反対」と回答[25]。
- 日本の防衛力をさらに強化することについて、2025年の日本テレビのアンケートで「どちらともいえない」と回答[28]。

### ジェンダー
- 選択的夫婦別姓制度の導入についての各メディアのアンケートの結果は以下のとおり。
  - 2019年 - 朝日新聞社には「賛成」と回答[25]。
  - 2025年 - 日本テレビには「賛成」と回答[28]。
  - 2025年 - 読売新聞社には「賛成」と回答[27]。
- 同性婚を可能とする法改正についての各メディアのアンケートの結果は以下のとおり。 
  - 2019年 - 朝日新聞社には「どちらかと言えば賛成」と回答[25]。
  - 2025年 - 日本テレビには「賛成」と回答[28]。
  - 2025年 - NHKには「賛成」と回答[26]。

### その他
- 「治安維持のためプライバシーや個人の権利の制約は当然だ」との問題提起に対し、2019年の朝日新聞社のアンケートで「反対」と回答[25]。
- アベノミクスについて、2019年の朝日新聞社のアンケートで「評価しない」と回答[25]。
- 消費税率を10％より高くすることについて、2019年の朝日新聞社のアンケートで「反対」と回答[25]。
- 物価⾼対策として消費税率を引き下げることについて、2025年の日本テレビのアンケートで「賛成」と回答[28]。

## 出演番組
- テレビ
  - なんかいNEWS5-30[1]
  - もぎたてテレビ

- ラジオ
  - Sun サン・ワイド[1]
  - ながえたかこ 1時のマドンナ[1]
  - キルシェときめきストリート[1]
  - 歌のリズム[1]

## 選挙歴
| 当落 | 選挙                     | 執行日         | 年齢 | 選挙区       | 政党   | 得票数     | 得票率 | 定数 | 得票順位 /候補者数 | 政党内比例順位 /政党当選者数 |
| ---- | ------------------------ | -------------- | ---- | ------------ | ------ | ---------- | ------ | ---- | ------------------ | ---------------------------- |
| 比当 | 第45回衆議院議員総選挙   | 2009年08月30日 | 49   | 愛媛県第1区  | 民主党 | 12万7562票 | 47.57% | 1    | 2/5                | 2/3                          |
| 落   | 第46回衆議院議員総選挙   | 2012年12月16日 | 52   | 愛媛県第1区  | 民主党 | 4万9382票  | 22.03% | 1    | 2/5                | 8/1                          |
| 落   | 第47回衆議院議員総選挙   | 2014年12月14日 | 54   | 愛媛県第1区  | 民主党 | 7万4508票  | 39.98% | 1    | 2/3                | 5/1                          |
| 落   | 第24回参議院議員通常選挙 | 2016年07月10日 | 56   | 愛媛県選挙区 | 無所属 | 31万8561票 | 48.30% | 1    | 2/3                | /                            |
| 当   | 第25回参議院議員通常選挙 | 2019年07月21日 | 59   | 愛媛県選挙区 | 無所属 | 33万5425票 | 56.00% | 1    | 1/3                | /                            |
| 当   | 第27回参議院議員通常選挙 | 2025年07月20日 | 65   | 愛媛県選挙区 | 無所属 | 28万7853票 | 47.20% | 1    | 1/5                | /                            |